# Михайловка (Нижнетавдинский район)
Михайловка — упразднённая деревня в Нижнетавдинском районе Тюменской области России.

## География
Урочище находится на западе Тюменской области, в пределах юго-западной части Западно-Сибирской низменности, при автодороге 71Н-1204, на расстоянии примерно 48 километров (по прямой) к юго-западу от села Нижняя Тавда, административного центра района. Абсолютная высота — 96 метров над уровнем моря.

## История
До Революции входила в состав Понизовской волости Тюменского уезда. В 1926 году в деревне имелось 50 хозяйств и проживало 226 человек (100 мужчин и 126 женщин). В национальном составе населения были представлены: русские — 198 человек, белорусы — 18 человек. Действовала школа I ступени.
В 1935—1962 годах Михайловка входила в состав Велижанского района. До 1961 года являлась центром Михайловского сельсовета, после упразднения которого была включена в состав Новоникольского сельсовета. Действовала бригада совхоза «Новоникольский» (до 1964 года — бригада совхоза «Велижанский»). По данным на 1985 год представляла собой урочище.